# 石河光晃
石河 光晃（いしこ みつあき）は、尾張藩家臣、美濃駒塚領主、石河家第10代当主。

## 略歴
嘉永6年（1853年）、父光美の隠居により家督を相続。家老職を仰せつかる。安政4年（1857年）、従五位下佐渡守に叙任されていたが、明治元年に位記・口宣案を返上し、以降、佐渡・大八郎を称した。
維新後は士族だったが、明治3年（1870年）から華族編入請願運動を熱心に行うようになり、石河家が1万石以上を有していたことを理由に7回に及んで請願を行ったが、彼の存命中には万石以上陪臣の叙爵は行われておらず、請願は全て不許可に終わっている。
明治14年（1881年）1月4日死去。